# Prokúdino (Saràtov)
|  | Per a altres significats, vegeu «Prokúdino». |

Prokúdino (en rus: Прокудино) és un poble de l'óblast de Saràtov, a Rússia, segons el cens del 2010 tenia 398 habitants. Pertany al districte municipal d'Atkarsk.